# Cserepes-sziget
A Cserepes-sziget egy mesterséges sziget a Velencei-tóban. A tó középső részén, Gárdony közigazgatási területén fekszik.
A sziget a Velencei-tó mederszabályozása során jött létre: a meder 1977–1978. évi kotrása során felgyűlt kotrási iszapból alakították ki mintegy 1 millió m³ iszap és nád felhasználásával a Velencei-szigettel együtt, majd 6 m-es betoncölöpökkel cölöpözték körbe.